# Phapitréron de Tawi-Tawi
Phapitreron cinereiceps
Espèce
Statut de conservation UICN

 EN A2cd+3cd+4cd;B1ab(ii,iii,iv,v);C2a(i,ii) : En danger
Le Phapitréron de Tawi-Tawi ou Phapitréron à oreillons bruns  (Phapitreron cinereiceps) est une espèce d'oiseaux de la famille des Columbidae.
Il ne faut pas confondre cette espèce avec l'espèce Phapitreron cinereiceps qui a été séparée en Phapitreron cinereiceps et Phapitreron brunneiceps (qui porte dorénavant le nom normalisé de Phapitréron à oreillons bruns)

## Répartition
Cette espèce est endémique de l'archipel de Sulu, aux Philippines.